# Les Griffes et les Crocs
Les Griffes et les Crocs (titre original : Tooth and Claw) est un roman de fantasy écrit par Jo Walton, publié par Tor Books en 2003 puis traduit en français et publié en 2017 par les éditions Denoël dans la collection Lunes d'encre.
Le roman a reçu le prix World Fantasy du meilleur roman 2004.

## Résumé
Dans une société peuplée de dragons et présentant de fortes ressemblances avec l'Angleterre de l'époque victorienne, Bon Agornin, vieux dragon ayant réussi à entrer dans l'aristocratie à la suite de son mariage avec l'héritière d'une bonne famille, est sur le point de mourir. Il a autour de lui ses trois filles et ses deux fils, dont l'un, Penn, est prêtre. Il lui demande de contrevenir aux règles du moment et de l'entendre en confession. Penn, pourtant très rigoureux vis-à-vis de la religion, ne parvient pas à se résoudre à refuser cette ultime demande de son père. Peu près sa mort, comme le veut la tradition des dragons, ses proches sont amenés à le dévorer ; mais Daverak, le mari de Berend, la fille aînée de Bon Agornin, s'approprie la plus grosse part, jugeant contrairement aux convenances, qu'il y a droit, sa femme héritant de son domaine.
Haner et Selendra, les filles cadettes de Bon Agornin qui habitaient chez leur père, sont séparées : Haner ira vivre chez sa sœur aînée Berend dans le domaine Daverak tandis que Selendra sera hébergée chez son frère aîné Penn, prêtre dans le domaine Benandi. Avan, le fils cadet de Bon Agornin, décide d'attaquer en justice son beau-frère Daverak, mettant en porte-à-faux Berend et d'Haner. Penn est également secoué par cette attaque en justice : il reçoit en effet une convocation à témoigner au procès à venir et il se voit déjà démis de ses fonctions religieuse car il va devoir révéler avoir accepté de confesser son père sur son lit de mort.
Au domaine Daverak, Berend décède à la suite de la venue de sa deuxième couvée. Daverak devient de plus en plus préoccupé par le procès à venir et il redoute le témoignage d'Haner, même si celle-ci l'a toujours assuré qu'elle n'avait pas eu connaissance des dernières volontés de son père. Quand il découvre que cette dernière s'absente de son domaine en cachette, il pense à tort qu'elle rend visite à Avan et décide de la séquestrer.
Au domaine Benandi, Selendra rencontre Sher Benandi, jeune dragon héritier de la fortune Benandi qui avait un temps convoité sa sœur aînée Berend. Les deux jeunes dragons tombent amoureux. Sher, apprenant la situation compliquée dans laquelle se trouve Penn, qu'il voit dorénavant comme son futur beau-frère, décide d'aller voir Daverak en compagnie de Penn pour essayer de le lui faire annuler sa demande de témoignage de Penn. Les deux dragons découvrent que Haner est séquestrée et Sher le provoque en combat singulier. Daverak refuse et les deux dragons libère Haner et la ramène au domaine Benandi.
Durant le procès, la séquestration d'Haner est dévoilée publiquement et Sher réitère sa provocation en combat singulier. Daverak se rue sur lui et le combat se déroule dans le tribunal. Sher tue son adversaire, dont le comportement au moment de la mort de Bon Agornin est jugé répréhensible par les juges.
Sher épouse plus tard Selendra, Avan épouse Sebeth, la dragonne qui était sa compagne depuis quelques années et qui vient d'hériter de la fortune de son père qu'elle ne voyait plus depuis sa jeunesse, et Haner épouse Londaver, une jeune dragon qu'elle a rencontré au cours de son séjour dans le domaine Daverak.

## Inspirations
Dans les remerciements de l'auteur figurant en fin de l'ouvrage, Jo Walton déclare que Les Griffes et les Crocs doit beaucoup au roman La Cure de Framley (en) (Framley Parsonage) écrit par Anthony Trollope et paru en 1861.

## Éditions
- Tooth and Claw, Tor Books, 1er novembre 2003, 253 p.  (ISBN 0-765-30264-0)
- Les Griffes et les Crocs, Denoël, coll. « Lunes d'encre », 21 septembre 2017, trad. Florence Dolisi, 416 p.  (ISBN 978-2-207-13476-4)
- Les Griffes et les Crocs, Gallimard, coll. « Folio SF » no 643, 3 octobre 2019, trad. Florence Dolisi, 496 p.  (ISBN 978-2-07-285669-3)